# 富良 (清朝宗室)
宗室富良（？—1700年），清朝政治人物、清朝皇室。
康熙二十六年（1687年）正月，封三等輔國將軍。三十四年（1695年）十月，改封為襲。三十九年（1700年）六月初二日卒，年二十八歲。

## 家族
- 曾祖父：清太祖
- 祖父：巴布泰
- 父：祜錫祿
- 子：尼雅翰、舒圖、斐新、哈富喀
- 孫：佛照、多義、托禪、多隆額、托錫